# Resolució 1213 del Consell de Seguretat de les Nacions Unides
La Resolució 1213 del Consell de Seguretat de les Nacions Unides, adoptada per unanimitat el 3 de desembre de 1998 després de reafirmar la resolució 696 (1991) i totes les resolucions posteriors sobre Angola, en especial la 1127 (1997) i la 1173 (1998) el Consell va ampliar el mandat de la Missió d'Observadors de les Nacions Unides a Angola (MONUA) fins al mandat final de 26 de febrer de 1999.
El Consell de Seguretat va condemnar el fracàs d'UNITA per implementar les restants tasques del Protocol de Lusaka, inclosa la desmilitarització de les seves forces i l'extensió de l'administració estatal a tot el país. Preocupa que el líder de la UNITA, Jonas Savimbi, no hagués respost a les propostes per a la restauració del procés de pau del Representant Especial del Secretari General. Hi havia un greu impacte humanitari provocat pel buit en el procés de pau que va tenir conseqüències sobre la seguretat del país.
La resolució va reiterar que la principal causa de la crisi política a Angola va ser el fet que UNITA no complís les seves obligacions en virtut de diversos acords de pau i resolucions del Consell de Seguretat. A més, va exigir que completés la desmilitarització de les seves forces i es retirés dels territoris que ocupava per mitjans militars; no podia haver una solució militar al conflicte i es va instar a ambdues parts a buscar un acord polític. Addicionalment, es va instar a UNITA a cooperar amb MONUA en la retirada del personal de MONUA d'Andulo i Bailundo. Calia reforçar l'aplicació de la llei i respectar els drets humans.
La situació humanitària va continuar empitjorant, inclòs l'augment del nombre de persones desplaçades internes, l'augment de la mines terrestres. Es va instar al Govern d'Angola i, en particular, a UNITA a garantir la seguretat del personal de les Nacions Unides i el personal humanitari i permetre l'ajut humanitari a la població afectada, cessar les activitats de minatge i respectar el dret internacional humanitari.
Finalment, es va demanar al secretari general Kofi Annan que informés al Consell, a tot tardar el 15 de gener de 1999, sobre el futur de MONUA i la presència de les Nacions Unides a Angola i sobre les maneres de millorar l'eficàcia de les sancions imposades a UNITA en resolucions anteriors.